# Європейський кодекс електронних комунікацій
Європе́йський ко́декс електро́нних комуніка́цій — нормативно-правовий акт Європейської Унії, який регулює комунікаційні мережі і послуги у рамках Єдиного цифрового ринку. 
Кодекс прийнятий у формі Директиви (ЄУ) 2018/1972 Європейського парламенту і Ради від 11 грудня 2018, і є частиною ширшого пакету підключень (connectivity package), запропонованого Європейською комісією у 2016 році з метою забезпечення повної участі громадян та підприємств ЄС у цифровій економіці.
Кодекс охоплює такі основні сфери:
- управління спектром (розподіл та використання радіочастотного ресурсу);
- доступ операторів до мереж та симетричне регулювання всіх провайдерів в конкретних випадках;
- нове визначення «послуга електронних комунікацій», яке тепер включає не тільки послуги, які надаються за допомогою передавання сигналу, але й OTT послуги (Over-The-Top Services);
- посилення захисту прав споживачів;
- посилення незалежності та розширення повноважень регуляторів у сфері електронних комунікацій та інших компетентних органів.

## Імплементація
6 квітня 2022 року Європейська комісія вирішила передати позов щодо 10 держав-членів до Суду за неповне транспонування та неінформування комісії про повне дотримання їхніми державами Директиви ЄКЕК відповідно до статті 260(3) Договору, і звернулася до Суду з проханням накласти на них фінансові санкції за це невиконання вимог.

### Україна
На базі Європейського кодексу електронних комунікацій в Україні було розроблено та прийнято Закон України «Про електронні комунікації», що набрав чинности 1 січня 2022 року. 
Другою частиною імплементації Кодексу в Україні є зміна правового статусу регулятора ринку (НКРЗІ). З цією метою розроблений Проєкт Закону про Національну комісію, що здійснює державне регулювання у сферах електронних комунікацій, радіочастотного спектру та надання послуг поштового зв'язку України (№4066).   